# Куп домаћих нација 1904.
Куп домаћих нација 1904. (службени назив: 1904 Home Nations Championship) је било 22. издање овог најелитнијег репрезентативног рагби такмичења Старог континента.
Куп су освојили Шкоти.

## Такмичење
Енглеска - Велс 14-14
Велс - Шкотска 21-3
Енглеска - Ирска 19-0
Ирска - Шкотска 3-19
Ирска - Велс 14-12
Шкотска - Енглеска 6-3

## Табела
|   | Селекција                     | ИГ | Д | Н | И | ПД | ПП | ПР  | Б |  |
| - | ----------------------------- | -- | - | - | - | -- | -- | --- | - |  |
| 1 | Рагби репрезентација Шкотске  | 3  | 2 | 0 | 1 | 28 | 27 | +1  | 6 |  |
| 2 | Рагби репрезентација Велса    | 3  | 2 | 0 | 1 | 47 | 31 | +16 | 3 |  |
| 2 | Рагби репрезентација Енглеске | 3  | 1 | 0 | 2 | 36 | 20 | +16 | 3 |  |
| 4 | Рагби репрезентација Ирске    | 3  | 1 | 0 | 2 | 17 | 50 | -33 | 2 |  |

| Победник Купа домаћих нација 1904.                       |
| -------------------------------------------------------- |
| Репрезентација Шкотске 7. титула првака Европе у рагбију |